# 四角十二曲

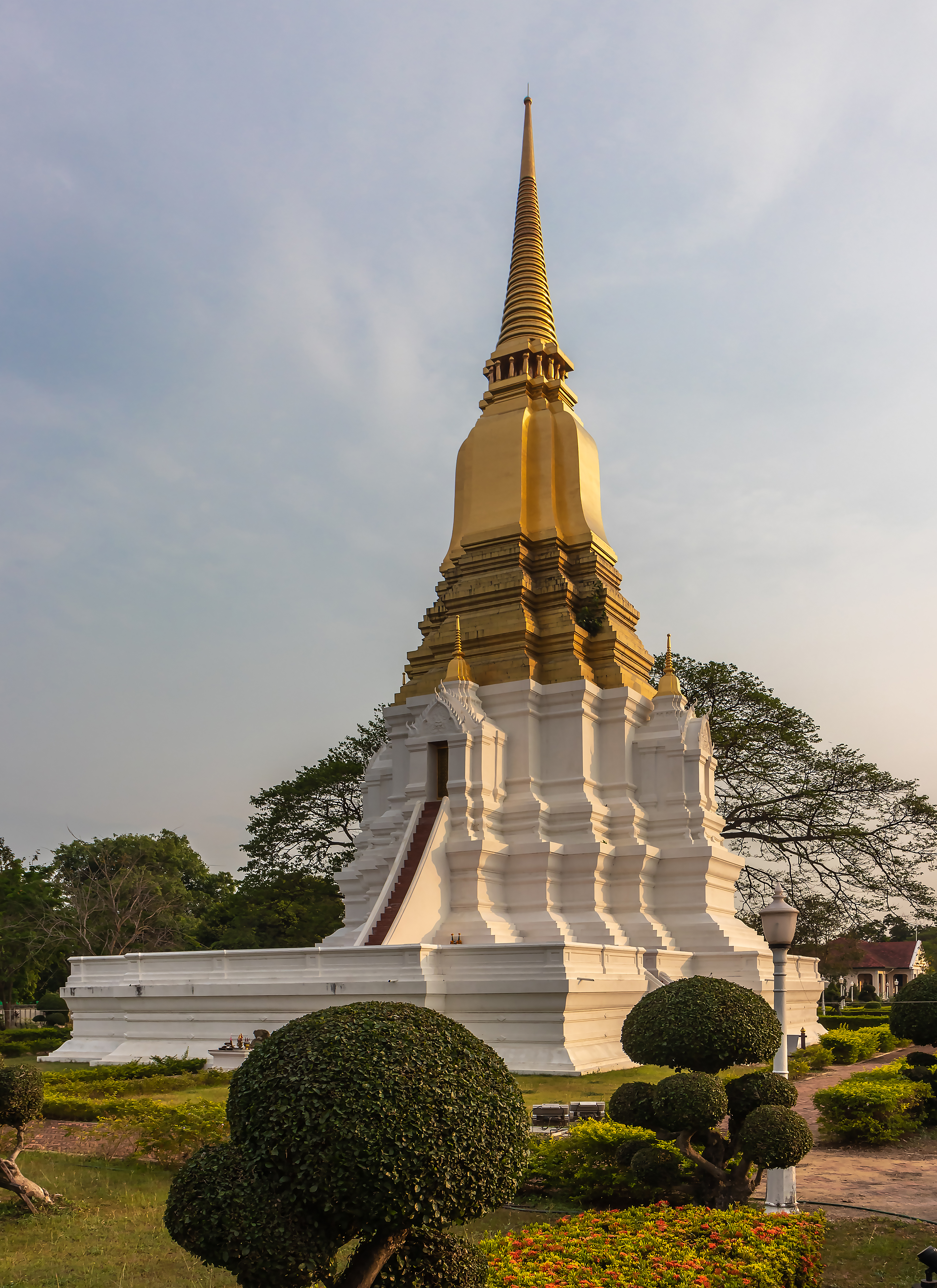
阿瑜陀耶的西素里育泰佛塔，是为纪念素里育泰女王而建

四角十二曲，泰国佛塔的形制之一，其轮廓为有十二个缺角的四角矩形。为缺角式（ย่อมุม，又称方楞式）设计的典型，是为阿瑜陀耶王国晚期建筑的特色，可见于塔基、塔尖、殿堂各处。曼谷王朝拉玛四世时一度复兴。